# 陰影蛇石首魚
陰影蛇石首魚為輻鰭魚綱鱸形目鱸亞目石首魚科的其中一種，分布東太平洋區，從加利福尼亞灣至秘魯海域，體長可達35公分，棲息在沿海淺水域，屬肉食性，以蝦子及底棲性無脊椎動物為食，可做為食用魚。